# Ponto base
Um ponto base corresponde a 0,01 pontos percentuais. A taxa de juro directora do Banco Central Europeu é normalmente alterada em múltiplos de 25 pontos base, ou seja, múltiplos de 0,25 pontos percentuais.
O ponto base é um indicador matemático percentual a fim de medir a qualidade e a acertabilidade das áreas de prevenção à fraude de empresas que trabalham com cartões de crédito ou débito. O indicador pode ser utilizado como ferramenta do Balanced Scorecard servindo de "termômetro" para medir a qualidade dos serviços prestados pelas áreas de prevenção a fraudes, e até ser um dos FCS(Fator Crítico de Sucesso) dessas áreas ou da empresa como um todo.

## Fórmula
A fórmula para o indicador é muito simples, onde apenas duas variáveis são utilizadas. A primeira é o valor monetário real de perdas sofridos no mês, onde algumas considerações podem ser observadas, por exemplo, transações que ainda não foram confirmadas efetivamente com o associado podem ou não compor o indicador, uma vez que esse valor pode ser recuperado, ou a fraude pode não ter realmente ocorrido. Em relação a valores que podem ser recuperados, o indicador pode ficar defasado se uma fraude foi confirmada um ou mais meses após a transação, e o valor não foi recuperado em charge back, o número será incluído na perda do mês seguinte, distorcendo o valor final.
Um indicador que pode ser acrescentado ao valor de perdas pode ser o custo total da área de operações, motivando a diminuição de seus custos.
O segundo indicador é o total de faturamento real da empresa, onde o valor financeiro mensal é utilizado como denominador para o cálculo do basis points